# Breznička, Stropkov
Breznička este o comună slovacă, aflată în districtul Stropkov din regiunea Prešov. Localitatea se află la altitudinea de 235 m deasupra n.m., se întinde pe o suprafață de 5,3 km2 și în 2017 număra 125 de locuitori.

## Istoric
Localitatea Breznička este atestată documentar din 1408.

## Demografie
| An:                | 1994 | 2004   | 2014   | 2024   |
| ------------------ | ---- | ------ | ------ | ------ |
| Număr de persoane: | 133  | 127    | 122    | 131    |
| Diferență:         |      | −4,51% | −3,93% | +7,37% |

| An:                | 2023 | 2024 |
| ------------------ | ---- | ---- |
| Număr de persoane: | 131  | 131  |
| Diferență:         |      | +0%  |